# Anna Mieszkowska

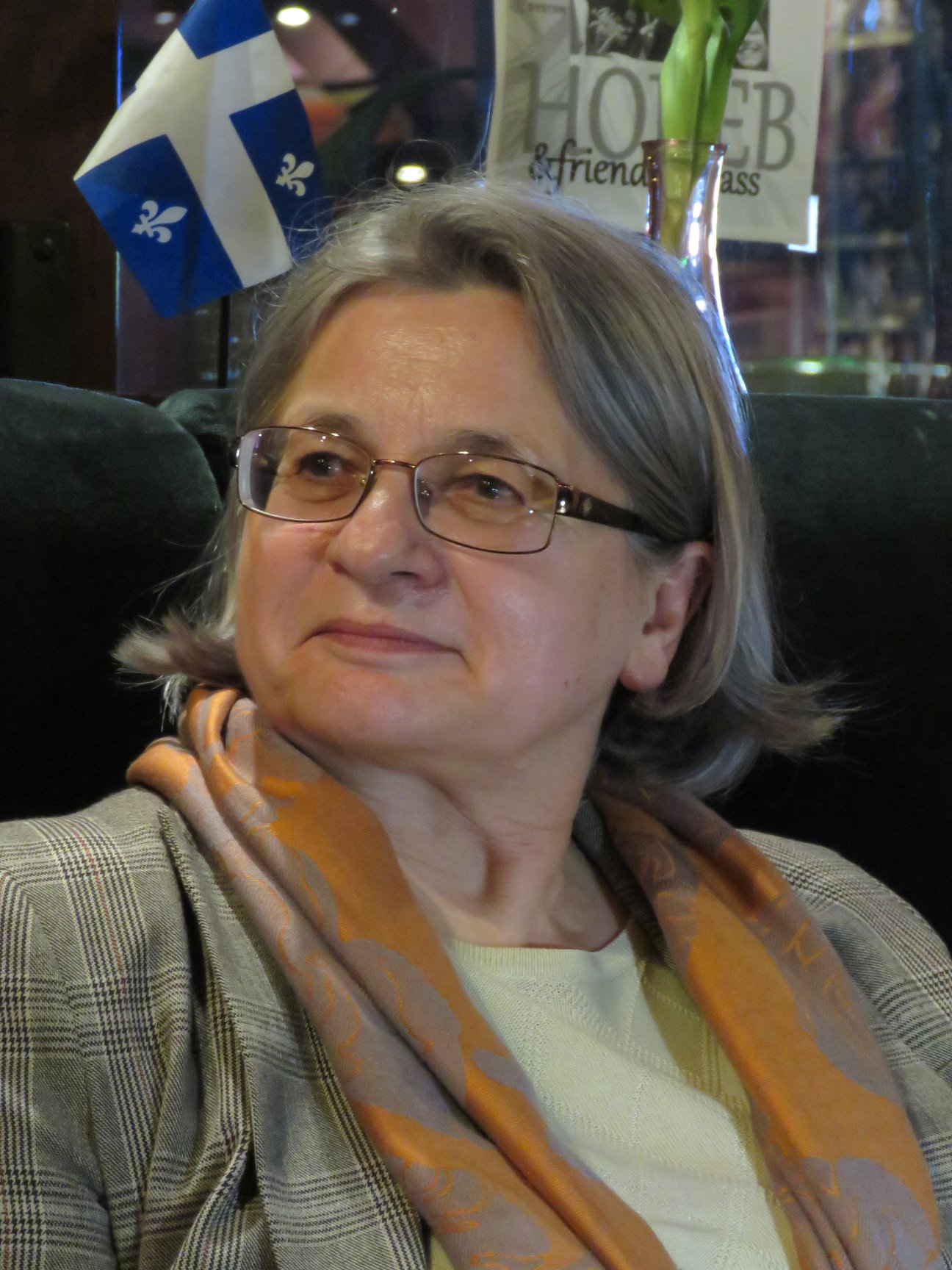
Anna Mieszkowska

Anna Mieszkowska (* 1958 in Warschau; † 13. Januar 2025) war eine polnische Theaterwissenschaftlerin und Journalistin. In ihrem Buch Die Mutter der Holocaust-Kinder erzählt sie die wahre Geschichte der polnischen Sozialarbeiterin Irena Sendler, die zu Zeiten des Nazi-Regimes 2500 jüdische Kinder vor dem Tod bewahrt hat. Sie arbeitete seit 2006 als Archivarin an der Polnischen Akademie der Wissenschaften.

## Veröffentlichungen
- Artyści emigracyjnej Melpomeny. 1939–1995, Polska Fundacja Kulturalna u. a., London 1998, ISBN 0-85065-283-9.
- Marian Hemar od Lwowa do Londynu. Szkic do biografii artysty, Polska Fundacja Kulturalna, London 2001, ISBN 1-872286-44-5.
- Matka dzieci Holocaustu. Historia Ireny Sendlerowej, Warszawskie Wydawn. Literackie Muza, Warschau 2004, ISBN 83-7319-254-9.
- Była sobie piosenka ... Gwiazdy kabaretu i emigracyjnej Melpomeny, Warszawskie Wydawn. Literackie Muza, Warschau 2006, ISBN 83-7495-060-9.
- Ja, kabareciarz. Marian Hemar - od Lwowa do Londynu, Warszawskie Wydawn. Literackie Muza, Warschau 2006, ISBN 83-7319-820-2.
- Die Mutter der Holocaust-Kinder. Irena Sendler und die geretteten Kinder aus dem Warschauer Ghetto. Übersetzt von Urszula Usakowska-Wolff und Manfred Wolff. Deutsche Verlags-Anstalt, München 2006, ISBN 3-421-05912-8. (Auf diesem Buch basiert der Spielfilm The Courageous Heart of Irena Sendler, eine polnisch-amerikanische Koproduktion von 2009 über Sendlers Wirken.)
- Biograficzny romans, czyli cuda życia emigranta z wyboru. Fryderyk Jarosy (1889–1960) autor nie napisanych wspomnień z życia wśród polskiej emigracji w Londynie, In: Archiwum Emigracji. Studia – Szkice – Dokumenty, Uniwersytet Mikołaja Kopernika, Toruń 2009, Nr. 10, S. 40–50, ISSN 2084-3550.
- Kronika  życia  i  działalności  Tymona  Terleckiego (1905–2000), In: Pamiętnik Teatralny, Państwowy Institut Sztuki, Warschau 2011, S. 3–4 und S. 18–200, ISSN 0031-0522.
- Dzieci Ireny Sendlerowej. Nowe wyd. Książki Matka dzieci Holocaustu, Wydawn. MUZA SA, Warschau 2011, ISBN 978-83-7758-021-9.
- Mirela Semper Fidelis (epilog), In: Dziewoński Piotr: Leopold Pobóg-Kielanowski, Pro-Vision Publishing, London 2012, S. 269–271, ISBN 978-0-9571144-3-2.
- Moje przygody z biografią Mariana Hemara, In: Kurkiewicz, Marek (Hrsg.): Marian Hemar wczoraj i dziś, Wydawn. Uniwersytetu Kazimierza Wielkiego, Bydgoszcz 2012, S. 172–187, ISBN 83-7096-868-6, ISBN 978-83-7096-868-7.
- zusammen mit Marta Mroczkowska-Gessek: Bronisław Przyłuski. Życie i twórczość literacka, Towarzystwo Przyjaciół Archiwum Emigracji, Toruń 2014, ISBN 978-83-939089-3-6.
- Mistrzowie kabaretu. Marian Hemar i Fryderyk Járosy od qui pro quo do Londynu, Zwierciadło, Warschau 2016, ISBN 978-83-65456-33-5.
- Hanka Ordonówna. Miłość jej wszystko wybaczy [Hanka Ordonowna. Die Liebe wird ihr alles verzeihen], Prószyński i S-ka, Warschau 2019, ISBN 978-83-812-3879-3.

## Auszeichnungen
- 2007: LesePeter des Monats März für das Sachbuch Die Mutter der Holocaust-Kinder. Irena Sendler und die geretteten Kinder aus dem Warschauer Ghetto[4]